# Lithacodia albidula
Lithacodia albidula är en fjärilsart som beskrevs av Achille Guenée 1852. Lithacodia albidula ingår i släktet Lithacodia och familjen nattflyn. Inga underarter finns listade i Catalogue of Life.